# Zahradnický tunel
Zahradnický tunel je železniční tunel č. 508 na katastrálním území Zahradnice, část obce Olbramovice, na úseku železniční trati Praha – České Budějovice mezi stanicí Olbramovice a zastávkou Tomice v km 121,302–122,346.

## Historie
V období srpen 2009 až prosinec 2013 byla provedena modernizace železniční trati v úseku Votice – Benešov u Prahy v délce 18,405 km. Modernizace byla provedena v rámci optimalizace Čtvrtého tranzitního koridoru. V rámci projektu byla místo jednokolejné trati postavena dvoukolejná a rychlost byla zvýšena až na 160 km/h. Součásti stavby byly rozsáhlé přeložky trati a dále např. výstavba tří nových železničních mostů, rekonstrukce a sanace 17 mostů, sanace železničního spodku na 39,813 km, postavení dvou nových silničních mostů, pěti nových dvoukolejných tunelů atd.
Generálním projektantem byl Sudop Praha, dodavatelem Sdružení VoBen zahrnující firmy Eurovia CS, Subterra a Viamont DSP. Geotechnický dozor a monitoring prováděla firma SG Geotechnika.
Stavba byla zahájena koncem roku 2009. Výstavbu provedla firma Subterra. Dne 30. září 2010 byl Zahradnický tunel proražen. Zprovoznění tunelů bylo provedeno 29. srpna 2012 a zahájení dvoukolejného provozu na celé modernizované trati nastalo 3. prosince 2012.

## Geologie
Tunel se nachází v Jihočeské vysočině, geomorfologické soustavě tvořené paleozoickými, hlubinnými a žilnými vyvřelinami. Z horninových typů jsou zastoupeny převážně drobnozrnné žilnaté granity a aplity a v části území porfyrické, středně zrnité, amfibol-biotitické žuly typu Čertova břemene a porfyrické, středně zrnité biotitické žuly s amfibolitem sedlčanského typu.
Ražba byla prováděna v kvalitní, slabě navětralé biotiticko-amfibolitické žule sedlčanského typu. Lokálně se projevily tektonické poruchy s projevem výraznějšího rozpukání horniny s limonitizovanými plochami nespojitosti a vyššími přítoky vody. Vydatnost přítoků podzemní vody se pohyboval do 0,1 l/s a v místech tektonických poruch do 0,3 l/s. Výška nadloží se pohybovala od 4 do 25 m.
Tunel ve svahu vrchů s vrcholy ve výšce 477 m n. m. a 482 m n. m. (lokalita Za Ovčírnou) se nachází v nadmořské výšce 440 m je dlouhý 1044 m.

## Popis

### Tunel
Dvoukolejný tunel byl postaven pro železniční trať Praha – České Budějovice mezi stanicí Olbramovice a zastávkou Tomice v roce 2012. V délce 454 m od vjezdového portálu je přímý a dalších 191 m je přechodnice s následným směrovým obloukem v délce 399 m o poloměru 1404 m až k výjezdovému portálu. Tunel má v celé délce sklon 9 ‰, podle zdroje je podélný sklon 10,5‰.
Z celkové délky 1044 m byla metodou NRTM ražena část dlouhá 936 m, u portálů byl tunel stavěn v hlubokých zářezech: jižní vjezdový o délce 48 a 60 m severní výjezdový. Stěny stavební jámy vjezdového úseku byly zajištěny stříkaným betonem o tloušťce 100 mm s vyztužením ocelovou sítí. U výjezdového portálu mimo stříkaného betonu vyztuženého ocelovou sítí bylo provedeno kotvení stěn ocelovými hřebíky o délce 3, 4 a 5 m. Trvalý svah byl zajištěn gabionovou zdí o výšce pěti metrů.
Plocha výrubů ražené části byla od 102 do 106 m², z toho na kalotu připadalo od 61 do 65 m² a zbytek na jádro a dno (kolem 35 m²). Primární ostění v tloušťce 100 až 250 mm tvořil stříkaný beton C30/37 s výztuží z ocelových příhradových oblouků, výztužných sítí a hydraulicky upínaných svorníků. Sekundární ostění v ražené části je z monolitického železobetonu o tloušťce 350 mm třídy C25/30 (klenba) a C30/37 (základové pasy). Betonáž byla prováděna pomocí bednicího vozu v záběru 12 m. U portálů je zesílení sekundárního ostění provedeno samonosnou výztuží. Tloušťka ostění v hloubené části tunelu ve vrcholu klenby je 600 mm a směrem k opěří se zvětšuje. Hydroizolace v ražené části je zajištěna dvoumilimetrovou fólií PVC. Hloubené úseky jsou provedeny z betonu C30/37, který je odolný proti průsakům vody.
Vytěžená nadbytečná hornina byla použita k výstavbě nového železničního náspu v Heřmaničkách.

### Úniková cesta
Součástí bezpečnostních opatření je úniková cesta, která je ve vzdálenosti 738 m od vjezdového portálu na pravé straně. Ražená štola únikové cesty má půdorys podkovy, délku 58,5 m a průřez 16 m². Štola navazuje na kruhovou šachtu o poloměru 7 m a hloubce 26,1 m s ocelovým schodištěm, které vede na povrch u místní komunikace nad obcí Zahradnice. Středem šachty vede elektroinstalace a vzduchotechnika. Štola i šachta má dvouplášťové ostění s mezilehlou izolací. Definitivní ostění štoly má tloušťku 200 mm, u šachty je to 350 mm. Štola i šachta mají nezávislé větrání, u štoly je řešeno jako přetlaková komora.